# What the Firelight Showed
What the Firelight Showed è un cortometraggio muto del 1914 diretto da Frank Wilson.

## Trama
Un giovanotto si traveste in maschera, ma viene scambiato dalla sua ragazza per un gorilla scappato dallo zoo.

## Produzione
Il film fu prodotto dalla Hepworth.

## Distribuzione
Distribuito dalla Hepworth, il film - un cortometraggio di 213 metri - uscì nelle sale cinematografiche britanniche nel febbraio 1914.
Si conoscono pochi dati del film che, prodotto dalla Hepworth, fu distrutto nel 1924 dallo stesso produttore, Cecil M. Hepworth. Fallito, in gravissime difficoltà finanziarie, il produttore pensò in questo modo di poter almeno recuperare il nitrato d'argento della pellicola.